# ジャスト・ア・RONIN
「ジャスト・ア・RONIN」（ジャスト・ア・ローニン）は、1986年1月25日に公開された武田鉄矢主演の映画『幕末青春グラフィティ Ronin 坂本竜馬』の劇中歌。吉田拓郎と加藤和彦のデュエットでレコーディングされ、 1985年12月5日にシングルとして発売された。加藤にとってはフォーライフ・レコードからリリースした唯一のシングルとなったが、吉田は1988年にもシングルのカップリングとして再度収録している。

## 解説
「ジャスト・ア・RONIN」は1986年1月25日に公開された武田鉄矢主演の映画『幕末青春グラフィティ Ronin 坂本竜馬』の音楽監督を務めた加藤和彦が安井かずみと制作し、同映画に高杉晋作役で出演した吉田拓郎とのデュエットで録音された。作詞を手がけた安井は、どこの国の大人にも楽しめるような日本の歌を作ろうとしたとし、加藤はこの作品で自分が聴きたいと思う音楽を意図して、サウンドトラックの制作にもオフコースの小田和正をはじめ、高中正義やマーク・ゴールデンバーグなど、親交の深いミュージシャンの協力を得ている。なお、カップリング曲の「RONIN」は吉田拓郎が作詞作曲を手がけ、吉田単独の歌唱で録音された。
また、サウンドトラック発売に併せ、同じく映画の挿入歌であるオフコースの「時代のかたすみで (せめて今だけ)」をカップリングしたプロモーション盤も制作された。

## アートワーク
ジャケット写真は瀬尾一三によるもので、ミキシング・コンソールを前にした吉田と加藤を撮影したものが使われている。

## 収録曲 / パーソネル
全編曲：瀬尾一三
ジャケットにはレコーディング・メンバーの記載なし。
時間表記はオリジナル・シングルレコードに基づく。

### SIDE A
1. ジャスト・ア・RONIN - (4:13)
作詞：安井かずみ、作曲：加藤和彦
吉田拓郎 - ヴォーカル
加藤和彦 - ヴォーカル

### SIDE B
1. RONIN - (4:40)
作詞・作曲：吉田拓郎
吉田拓郎 - ヴォーカル

## クレジット
オリジナル・シングルレコードに基づく。
- ディレクター - 常富喜雄 / 陣山俊一
- レコーディング・エンジニア - 大川正義
- フォトグラファー - 瀬尾一三
- KAZUHIKO KATO BY THE COURTESY OF CBS/SONY INC. FUJI PACIFIC MUSIC INC.

## 収録作品
当シングル2曲はサウンドトラックと吉田拓郎のCD-BOXセットに、タイトル曲は吉田と加藤のコンピレーション・アルバムに、カップリング曲は瀬尾一三のコンピレーション・アルバムにそれぞれ収録されている。また、吉田はしばしばタイトル曲をライブで取り上げており、いくつかのライブテイクがリリースされている。なお、カップリング曲はのちに武田鉄矢がカバーしている。

### サウンドトラック
- 『MUSIC FROM THE MOTION PICTURE OF“RONIN”〜ORIGINAL SOUND TRACK〜』フォーライフ・レコード LP:28K-100 / CT:28C-81 / CD:35KD-30（シングル2曲とも収録）

### 吉田拓郎
- 『The 吉田拓郎』フォーライフ・レコード CT:36C-12 / CD:35KD-67（タイトル曲を収録）
- 『1996年、秋』フォーライフ・レコード VHS:FLVF-8531 / DVD:FLBF-8028 / DVD:FLBF-8056（タイトル曲のライブテイクを収録）
- 『感度良好ナイト LIVE in 武道館』フォーライフ・レコード VHS:FLVF-8532 / DVD:FLBF-8029 / DVD:FLBF-8057（タイトル曲のライブテイクを収録）
- 『Have A Nice Day』フォーライフミュージックエンタテイメント CD:CDTAK-001（シングル2曲とも収録）
- 『TAKURO & his BIG GROUP with SEO 2005 Live&His RARE Films』インペリアルレコード DVD:TEBI-98025/6（タイトル曲のライブテイクを収録）
- 『吉田拓郎 LIVE 2016』avex trax DVD+CD:AVBD-92475/B〜C / DVD:AVBD-92476 / Blu-ray+CD:AVXD-92477/B〜C / Blu-ray:AVXD-92478（タイトル曲のライブテイクを収録）

### 加藤和彦
- 『加藤和彦作品集』日本コロムビア CD:COCP-37459〜60（タイトル曲を収録）

### 瀬尾一三
- 『「時代を創った名曲たち 2」〜瀬尾一三作品集 SUPER digest〜』ヤマハミュージックコミュニケーションズ CD:-10357（カップリング曲を収録）

### 武田鉄矢
- 『遠い幻燈』ポリドール・レコード LP:28MX-1256 / CT:28CX-1403 / CD:H33P-20124（カップリング曲を収録）
- 『TETSUYA TAKEDA BEST SELECTION』ポリドール・レコード CD:POCH-1114（カップリング曲を収録）
- 『武田鉄矢大全集』ポリドール・レコード CD:POCH-1177/9（カップリング曲を収録）